# Zhang Xi (beachvolleyspelare)
Zhang Xi, född 19 april 1985 i Nantong, är en kinesisk beachvolleybollspelare. Hon blev olympisk bronsmedaljör i beachvolleyboll vid sommarspelen 2008 i Peking.